# 安庆再芬黄梅艺术剧院
安庆再芬黄梅艺术剧院是一家位于安庆市的黄梅戏表演剧院，以著名黄梅戏表演艺术家韩再芬的名字命名。剧院成立于2005年，其前身为安庆地区黄梅戏剧团。

## 剧团时期
1950年代，安庆地区黄梅戏剧团成立，文化大革命之后，与安庆市黄梅戏青年队合并，更名为安庆市黄梅戏二团。这期间代表人物有王鲁明、王兆乾、麻彩楼，代表作品有黄梅戏电影《红霞万朵》，电视剧《郑小姣》和舞台剧《徽州女人》。

## 剧院时期
2005年，随着安庆市进行文化体制改革，在原有剧团的基础上，安庆再芬黄梅艺术剧院成立，韩再芬担任首任院长。剧院立足于安庆，面向全中国弘扬黄梅戏，并多次承办黄梅戏艺术节。

## 组成
- 院长：韩再芬
- 副院长：江长青、王萍
- 演员：马自俊、李萍、刘国平……
- 乐队：吕芳、张平、杨冰……
- 舞台：杨积成、丁先传、马恒斐……

## 口号
诚实做人，勤劳做事，敬业平和，善待观众

## 荣誉
- 安徽省劳动竞赛先进集体
- 全国文化系统先进集体